# Escuela cirenaica

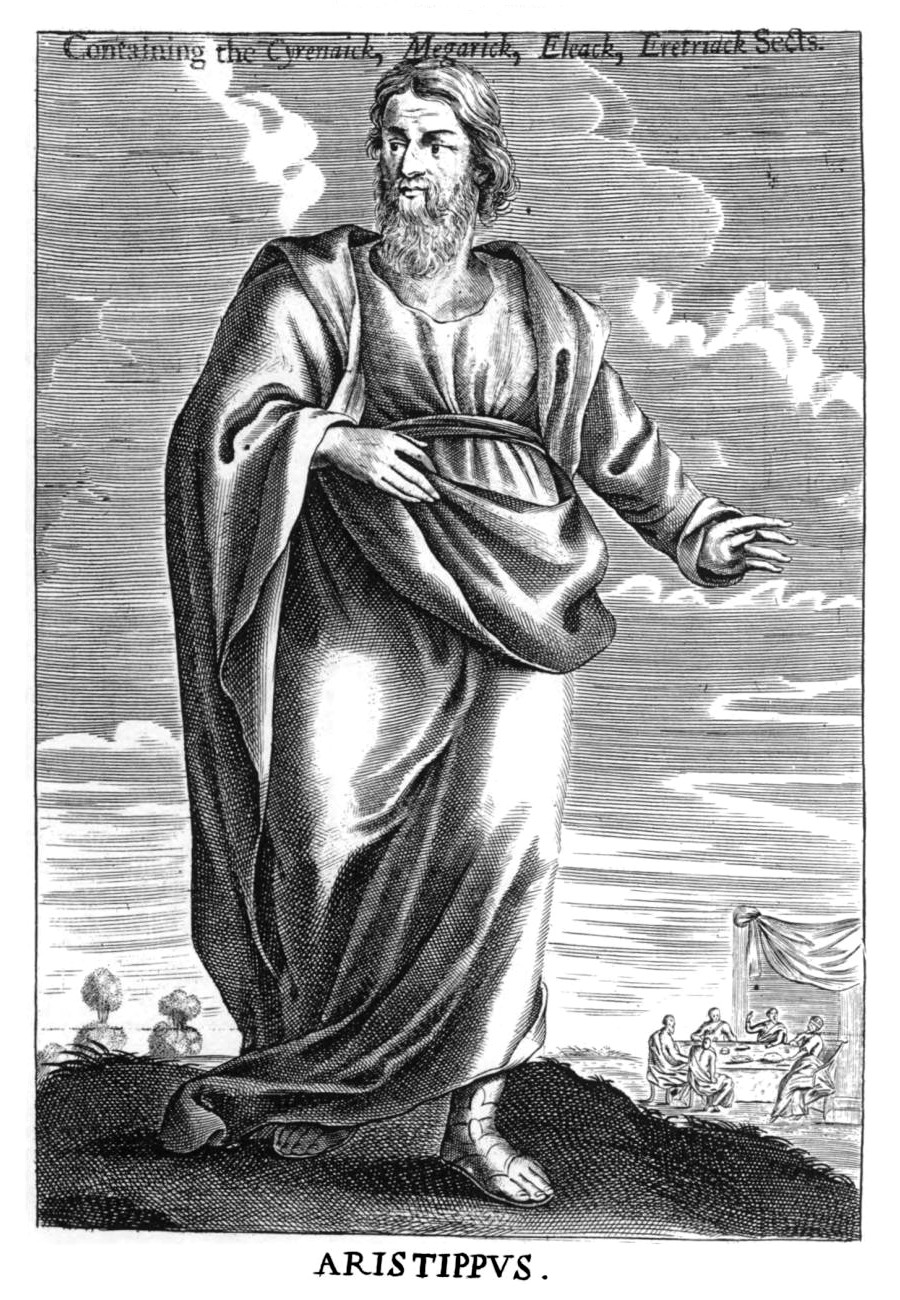
Aristipo de Cirene

La escuela cirenaica o cirenaísmo (griego antiguo: Κυρηναϊκοί ; Kyrēnaïkoí) fue una escuela filosófica fundada en el siglo IV a. C. por Aristipo, discípulo de Sócrates, Enárica y la escuela cínica. Su hija, Areta de Cirene, formó a su hijo Aristipo el Joven en el marco de la filosofía hedonista. Se cree que muchos de los principios de la escuela fueron formalizados por Aristipo el Joven. La escuela fue llamada así por Cirene, lugar de nacimiento de Aristipo.
Su doctrina fue bautizada generalmente como hedonismo. Los cirenaicos enseñaron que el único bien intrínseco es el placer, lo que significaba no solo la ausencia de dolor (como sucedió con Epicuro), sino también sensaciones positivamente agradables. De estos, los placeres momentáneos, especialmente los físicos, son más fuertes que los de la anticipación o la memoria. Sin embargo, sí reconocieron el valor de la obligación social y que se podía obtener placer con un comportamiento altruista. Sostuvieron además una teoría del conocimiento escéptica y empirista, donde «las pasiones pueden comprenderse, sí, pero no sus causas».
La escuela se descompuso en diversas ramas que llevaron a algunos a distinguir entre cireneos (seguidores de Aristipo), hegesíacos (seguidores de Hegesías), anicerios (seguidores de Anníceris) y teodorios (seguidores de Teodoro el Ateo). Finalmente, la escuela se extinguió en un siglo y fue reemplazada por la filosofía del epicureísmo.

## Historia

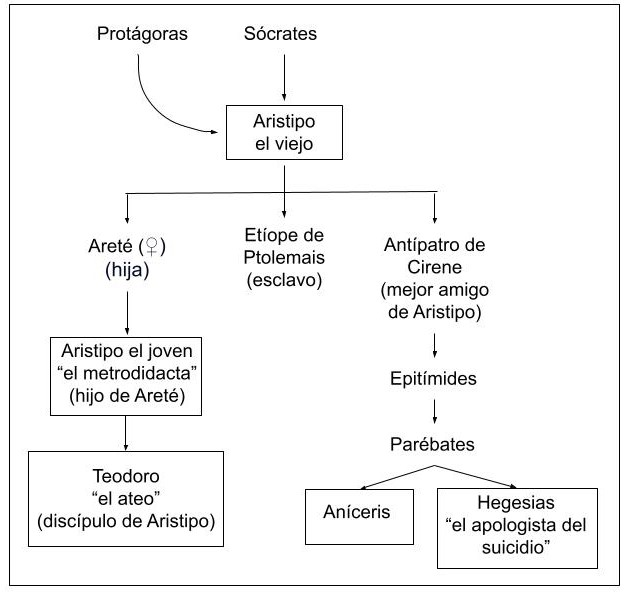
Escuela de Cirene

Los cirenaicos se ocuparon fundamentalmente de cuestiones de ética. En su opinión, el bien se identifica con el placer, aunque este debe entenderse también como placer espiritual. La felicidad humana, según Aristipo, consiste en librarse de toda inquietud, siendo la vía para lograrlo la autarquía.
En teoría del conocimiento, los cirenaicos defendieron una posición sensualista (la única fuente de conocimiento son los sentidos) y subjetivista (no hay más conocimiento que el conocimiento individual).
Los seguidores de Aristipo prolongaron las enseñanzas de su maestro hasta el período helenístico. Filósofos como Teodoro el Ateo, Hegesias, Aníceris, Antípatro de Cirene, Epitímides y Parebates representaron una tendencia filosófica más que una "escuela" propiamente dicha. Cicerón y otros autores nos cuentan que las lecciones dadas por Hegesias en Alejandría fueron causa de tantos suicidios que Ptolomeo I tuvo que prohibir su continuidad.

## Filosofía
Los cirenaicos eran hedonistas y sostenían que el placer era el bien supremo de la vida, especialmente el placer físico, que consideraban más intenso y deseable que los placeres mentales. El placer es el único bien en la vida y el dolor es el único mal. Sócrates había sostenido que la virtud era el único bien humano, pero también había aceptado un papel limitado por su lado utilitario, permitiendo que el placer fuera un objetivo secundario de la acción moral. Aristipo y sus seguidores se apoderaron de esto e hicieron del placer el único objetivo final de la vida, negando que la virtud tuviera algún valor intrínseco. En teoría del conocimiento, los cirenaicos oscilaban en un empirismo sensualista junto con un cierto escepticismo.

### Epistemología
Los cirenaicos eran conocidos por su teoría escéptica del conocimiento. Redujeron la lógica a una doctrina básica sobre el criterio de la verdad. Pensaron que podemos conocer con certeza nuestras experiencias sensoriales inmediatas (por ejemplo, que ahora tengo una sensación dulce) pero no podemos saber nada sobre la naturaleza de los objetos que causan estas sensaciones (por ejemplo, que la miel es dulce). También negaron que podamos tener conocimiento de cómo son las experiencias de otras personas.
Todo conocimiento es de la propia sensación inmediata. Estas sensaciones son movimientos puramente subjetivos, dolorosos, indiferentes o agradables, según sean violentos, tranquilos o suaves. Además, son completamente individuales y de ninguna manera pueden describirse como pertenecientes al mundo objetivamente. El sentimiento, por tanto, es el único criterio posible de conocimiento y de conducta. Nuestras formas de ser afectados son las únicas cognoscibles. Por tanto, el único objetivo de todos debería ser el placer.

### Ética
El cirenaico deduce un objetivo único y universal para todas las personas que es el placer. El principal argumento para la defensa del placer es que todos los animales buscan el placer y huyen del dolor, incluido los humanos. Además, todo sentimiento es momentáneo y homogéneo. De ello se sigue que el placer pasado y el futuro no tienen existencia real para nosotros, y que entre los placeres presentes no hay distinción de género. Sócrates y Epicuro había hablado de los placeres superiores del intelecto; los cirenaicos negaron la validez de esta distinción y dijeron que «los deleites del cuerpo son muy superiores a los del ánimo, y muy inferiores las aflicciones del cuerpo a las del ánimo, por cuya causa son castigados en él los delincuentes». El placer momentáneo, preferiblemente de tipo físico, es el único bien para los humanos. Los cirenaicos no entendían por placer la privación de dolor ni tienen por dolor la privación del placer como Epicuro. Al estado medio entre el deleite y el dolor llamaban «privación del deleite» e «indolencia». Pero como los epicúreos, una persona sabia no vive siempre en el placer pero sí la mayor parte del tiempo para restablecerse a la felicidad y los sabios no están sujetos «a la envidia, a deseos desordenados ni a supersticiones» porque «quien haya aprendido a conocer lo bueno y lo malo puede muy bien hablar con elegancia, estar libre de supersticiones y evitar el miedo de la muerte».
Sin embargo, algunas acciones que dan placer inmediato pueden crear más que su equivalente de dolor. Decían que «el dolor aflige más a unos que a otros, y que muchas veces engañan los sentidos». La persona sabia debe tener el control de los placeres en lugar de ser esclavizado por ellos, de lo contrario, el dolor resultará y esto requiere juicio para evaluar los diferentes placeres de la vida. Se debe tener en cuenta la ley y la costumbre, porque aunque estas cosas no tienen un valor intrínseco por sí mismas, violarlas conducirá a la imposición de penas desagradables por parte de otros. Asimismo, la amistad y la justicia son útiles por el placer que brindan. Así, los cirenaicos creían en el valor hedonista de la obligación social y el comportamiento altruista. Como muchos de los principales utilitaristas modernos, combinaron con su desconfianza psicológica de los juicios populares sobre el bien y el mal, y su firme convicción de que todas esas distinciones se basan únicamente en la ley y las convenciones, el principio igualmente inquebrantable de que la persona sabia que busca el placer lógicamente debe abstenerse de lo que, por lo general, se piensa que es incorrecto o injusto. Esta idea, que ocupa un lugar destacado en sistemas como los de Jeremy Bentham, Volney e incluso William Paley, fue claramente de importancia primordial para los cirenaicos.[cita requerida] Michel Onfray también reivindicó la ética de los cirenaicos.

## Cirenaicos posteriores
Los posteriores cirenaicos, Anniceris, Hegesias y Teodoro, todos desarrollaron variaciones de la doctrina cirenaica. Para Anniceris, el placer se logra a través de actos individuales de gratificación que se buscan por el placer que producen, pero Anniceris puso gran énfasis en el amor a la familia, la patria, la amistad y la gratitud, que brindan placer incluso cuando exigen sacrificio. Hegesias creía que la eudaimonía es imposible de lograr, y, por lo tanto, el objetivo de la vida se convierte en evitar el dolor y la tristeza. Los valores convencionales como la riqueza, la pobreza, la libertad y la esclavitud son todos indiferentes y no producen más placer que dolor. Para Hegesias, el hedonismo cirenaico era simplemente la estrategia menos irracional para lidiar con los dolores de la vida. Hegesias es considerado como el apologista del suicidio. Para Teodoro, el objetivo de la vida es el placer mental, no el placer corporal, y puso mayor énfasis en la necesidad de moderación y justicia. También era famoso por ser ateo. Hasta cierto punto, todos estos filósofos estaban tratando de hacer frente al desafío planteado por el epicureísmo, y el éxito de Epicuro estaba desarrollando un sistema de filosofía que demostraría ser más completo y sofisticado que el de sus rivales. Teodoro, Bión de Borístenes, y Evehemero, fueron los principales representantes de la evolución ateísta de la escuela cirenaica.
La filosofía de los cirenaicos en la época de Hegesias de Cirene evolucionó de una manera que tiene similitudes con el pirronismo, el epicureísmo y también el budismo. De hecho, existen sorprendentes similitudes con los principios del budismo, en particular las Cuatro nobles verdades y el concepto de Dukkha o "sufrimiento". Casualmente, de los gobernantes de Cirene —alrededor de la época en que floreció Hegesias, el rey ptolemaico de Egipto Ptolomeo II y desde el 276 a. C. el rey independiente Magas de Cirene— se afirma que ambos fueron destinatarios de misioneros budistas del rey indio Ashoka según los Edictos de este último. Por lo tanto, a veces se piensa que Hegesias pudo haber sido influenciado directamente por las enseñanzas budistas a través de contactos con los supuestos misioneros enviados a sus gobernantes en el siglo III a. C.